# Eisenbahnunfall von Kapfenberg
In den Eisenbahnunfall von Kapfenberg  am 21. Oktober 1918 bei Kapfenberg, Steiermark, Österreich, waren drei Züge verwickelt. 13 Menschen starben.

## Ausgangslage
Der Fronturlauberzug Nr. 32c befand sich auf Fahrt in nördlicher Richtung auf der Südbahn. Er hatte im Bahnhof Kapfenberg gehalten.
Der Güterzug 847, in südlicher Richtung auf der gleichen Strecke unterwegs, war vor dem Einfahrsignal des Bahnhofs Kapfenberg vergessen worden, wo er schon eine Stunde stand: Der vor Kapfenberg stationierte Blockwärter hatte den Zug verschlafen und nicht an den dortigen Bahnhof weiter gemeldet.
Der ihm folgende Zug war der Schnellzug Nr. 5 von Wien nach Laibach. Nach der Lokomotive lief ein Packwagen, gefolgt von dem Salonwagen des für die Lokomotiven zuständigen Direktors der Südbahn, dann einem Bahnpostwagen und schließlich den Personenwagen. Als er sich dem letzten vor Kapfenberg gelegenen Bahnhof, Marein, näherte, stand dessen Ausfahrsignal zunächst noch auf „Halt“.

## Unfallhergang
Der Fahrdienstleiter von Marein war zu diesem Zeitpunkt bereits 19 Stunden im Dienst. Sein Anruf zum nächsten Blockwärter ergab, dass dieser die Durchfahrt des Güterzugs 847 verschlafen hatte und dessen Signal in Richtung Kapfenberg immer noch auf „Fahrt frei“ stand. Statt ihn aufzufordern, dieses Signal auf „Halt“ zu stellen und nach dem Verbleib des Güterzuges zu forschen, manipulierte der Fahrdienstleiter seine Sicherungsanlage und zog das Ausfahrsignal von Marein für den Schnellzug auf „Fahrt frei“. Auch der Blockwärter unternahm nichts: Weder zog er sein Signal auf „Halt“ noch fragte er nach dem Verbleib des Güterzuges. Der Schnellzug fuhr daraufhin an den „Fahrt frei“ zeigenden Signalen vorbei.
Im Bahnhof Kapfenberg entschied der Fahrdienstleiter – zu diesem Zeitpunkt bereits 16 Stunden im Dienst – zuerst den Urlauberzug abzufertigen und dann das Einfahrsignal für den erwarteten Schnellzug zu ziehen. Dies bezog der Lokomotivführer des Güterzugs selbstverständlich auf sich und fuhr los. In diesem Moment fuhr der Schnellzug auf das Ende des Güterzugs auf. Wegen dichten Nebels und einer Kurve, erkannte dessen Lokführer das Zugschlusssignal des Güterzuges erst sehr spät. Die ersten fünf Wagen des Schnellzuges entgleisten und wurden schwer beschädigt. Die ersten drei dieser Wagen türmten sich aufeinander und begannen zu brennen. Neun Wagen am Ende des Güterzugs wurden ebenfalls beschädigt. Der soeben aus dem Bahnhof Kapfenberg ausfahrende Urlauberzug fuhr in die Trümmer. Dessen Lokomotive stürzte um und die ersten drei Wagen dieses Zuges entgleisten ebenfalls.

## Folgen
13 Menschen starben, darunter auch der für die Lokomotiven zuständige Direktor der Südbahn. Darüber hinaus wurden 106 Menschen verletzt. Das Personal aller drei Züge dagegen blieb unverletzt.